# مقاطعة مونتغومري (إلينوي)
مقاطعة مونتغومري (بالإنجليزية: Montgomery County)‏ هي إحدى المقاطعات في ولاية إلينوي في الولايات المتحدة الأمريكية.

## معرض صور

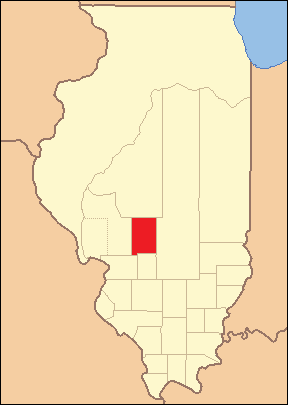
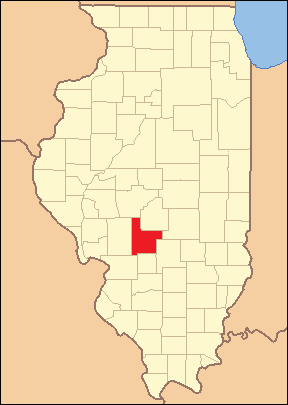
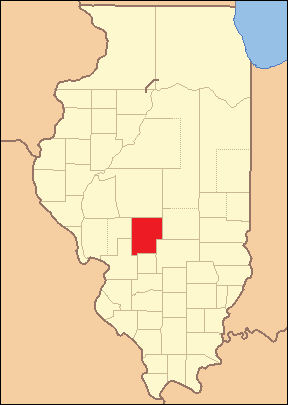